# Batman Forever (datorspel)
Batman Forever är ett actionspel baserat på filmen med samma namn.
SNES- och Sega Mega Drive-versionerna utvecklades av Acclaim Studios London och utgavs av Acclaim Entertainment, medan de versioner som släpptes till Sega Game Gear, Game Boy och PC utvecklades av Probe Entertainment.

### Fotnoter
1. ↑  ”Batman Forever” (på engelska). Mogybames. 13 mars 1995. http://www.mobygames.com/game/batman-forever_. Läst 14 maj 2014.
2. ↑  ”Batman Forever” (på engelska). Mogybames. 13 mars 1995. http://www.mobygames.com/game/batman-forever. Läst 14 maj 2014.